# Modelo EKV
El modelo EKV es un modelo matemático de transistores MOS (Metal-Oxide-Semiconductor) de efecto campo. Está pensado para simular circuitos electrónicos y para facilitar el diseño de circuitos analógicos.

## Historia
Fue desarrollado en principio por C. C. Enz, F. Krummenacher, y E. A. Vittoz (de aquí el nombre EKV) sobre 1995, tomando como base trabajos previos realizados en la década de 1980

. Al contrario que modelos más simples (como el modelo cuadrático), el modelo EKV es preciso incluso cuando el MOSFET opera en la región subumbral (es decir, si {\displaystyle V_{bulk}=V_{source}} entonces el MOSFET está en la región subumbral cuando {\displaystyle V_{gate-source}<V_{Threshold}}). Además, el modelo incorpora muchos de los efectos que aparecen en las tecnologías de fabricación submicrónicas. Como ventaja frente a otros modelos como el BSIM, podemos citar su reducido número de parámetros, y que permite cálculos manuales.